# Neon Museum

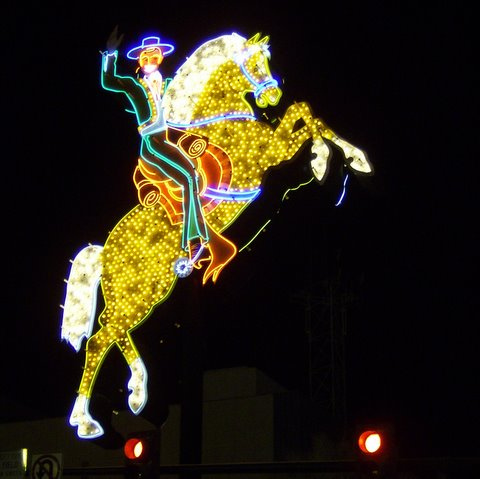
Un jinete y su caballo desde el hotel Hacienda Resort.

Neon Museum at the Fremont Street Experience (Español: Museo de Neón en la Experiencia de la Calle Fremont), en Las Vegas, Nevada, Estados Unidos, es un museo que exhibe letreros de los casinos antiguos y otras vallas publicitarias de negocios.
Por muchos años, la compañía Young Electric Sign guardaba muchos de estos antiguos letreros en su "boneyard." Los letreros se han deteriorado con el transcurso de los años y al estar expuestos ante materiales químicos. Actualmente el museo ha tratado de restaurarlos y exhibirlos en Fremont Street Experience.

## Historia
En noviembre de 1996: El museo de Neón en Fremont Street Experience abrió junto con el letrero del hotel Hacienda que muestra a un jinete y su caballo, destellando con luces intermitentes sobre el boulevar Las Vegas y la calle Fremont.
El 24 de enero de 2006, el letrero original de 80 pie del hotel Sahara fue donado al museo.

## Boneyard
El Boneyard (cementerio, en español) es el lugar donde se guardan los antiguos rótulos, propiedad del museo. Para proteger la colección, el terreno donde se encuentra el Boneyard no está abierto al público, a menos que se pida una cita para poder visitarlo. Las visitas guiadas para ver el Boneyard pueden ser reservadas directamente a partir de la página web del museo.